# Mörttjärnarna (Vilhelmina socken, Lappland, 721788-150538)
Mörttjärnarna är en sjö i Vilhelmina kommun i Lappland och ingår i Ångermanälvens huvudavrinningsområde.